# کادیفه قلعه
کادیفه قلعه  یادگاری از آمازون‌ها و قرن چهارم پیش از میلاد بوده و در دوره‌های امپراتوری یونان، رم، بیزانس و عثمانی دستخوش تغییراتی گردیده‌است و با ۱۸۵ متر ارتفاع، قرن‌هاست که نگهبان دائمی شهر ازمیر و دریای اژه می‌باشد. در ابتدای ساخت قلعه کادیفه کاله ازمیر نام آن را قلعه پاگوس نامیدند. این قلعه در بازه زمانی که آمازون‌ ها در ازمیر سکونت داشتند ساخته شد. اولین دیوارهای آن ۳۰۰ سال قبل از میلاد توسط اسکندر مقدونی در ازمیر بنا شد. این قلعه پس از حکومت اسکندر نیز توسط حکومت های بعدی حفظ شد و حتی دیوارها و ستون های جدیدی نیز توسط آنها ساخته شد و در داخل قلعه امکانات رفاهی هم چون کلیسا که بعدها به مسجد تبدیل شد، انبار، آشپزخانه نیز وجود داشته است.

## ویژگی قلعه
این قلعه در ازمیر ۱۸۶ متر ارتفاع دارد و قلعه کادیفه کاله در مرکز شهر ازمیر و در بالای یک تپه بسیار بزرگ به اسم کوه کادیفه کاله واقع شده است. از بیشتر نقاط شهر به راحتی قابل رویت است و می توانید آن را تماشا کنید، اما برای رسیدن به این قلعه باید از پله ها و سربالایی های زیادی بالا بروید. بیشتر قسمت های قلعه از بین رفته است و فقط دیوار بلند و سر در ورودی قلعه سالم است. در داخل محوطه تعدادی دکه وجود دارد که صنایع دستی و زیور آلات و مگنت می فروشند. این قلعه، زیبایی های چشم گیری دارد که هر بیننده ای را به سمت خود می کشاند، علاوه بر این همه زیبایی، در این قلعه تاریخی می ‌توانید به تماشا کردن باغ های سرسبز و درختان سبز زیتون اطراف آن بپردازید و نهایت لذت را از این همه جاذبه طبیعی ببرید. در این قلعه می توانید نمای دو طرف شهر ازمیر را از بالا نگاه کنید، که از آن دیدگاه انگار تمام شهر زیر پای شما است. 

## بازسازی قلعه
با پیشرفت‌کردن کشور ترکیه و جذب گردشگران بسیار زیاد به ترکیه، ازمیر از نظر جاذبه‌های گردشگری مدرن نیز پیشرفت‌های زیادی داشته است، به همین علت، در سال 2007 نیز شهردار منطقه دستور بازسازی و مرمت این جاذبهٔ تاریخی را صادر کرد. گرچه قسمت‌هایی از این قلعه در حال حاضر در دست بازسازی هستند؛ اما در بیشتر قسمت های آن بر روی توریست‌ها باز است و می‌توانید از آن‌ها بازدید کنید.